# Yale (Stalo)
Yale (Yale First Nation, skraćeno YFN), jedna od skupina Stalo Indijanaca danas pod imenom Yale First Nation organizirana kao posebno pleme na obje obale rijeke Fraser oko 20 km sjeverno od grada Hope u kanadskoj provinciji Britanska Kolumbija.
Imaju 16 malenih rezervi (reserves): 4 1/2 Mile 2, Albert Flat 5, Kaykaip 7, Lukseetsissum 9, Qualark 4, Squeah 6, Stullawheets 8, Yale 18, Yale 19, Yale 20, Yale 21, Yale 22, Yale 23, Yale 24, Yale 25 i Yale Town 1.
Govore dijalektom Halq'eméylem. Populacija im je 2008. iznosila 145.